# 聖加西彌祿教堂 (維爾紐斯)

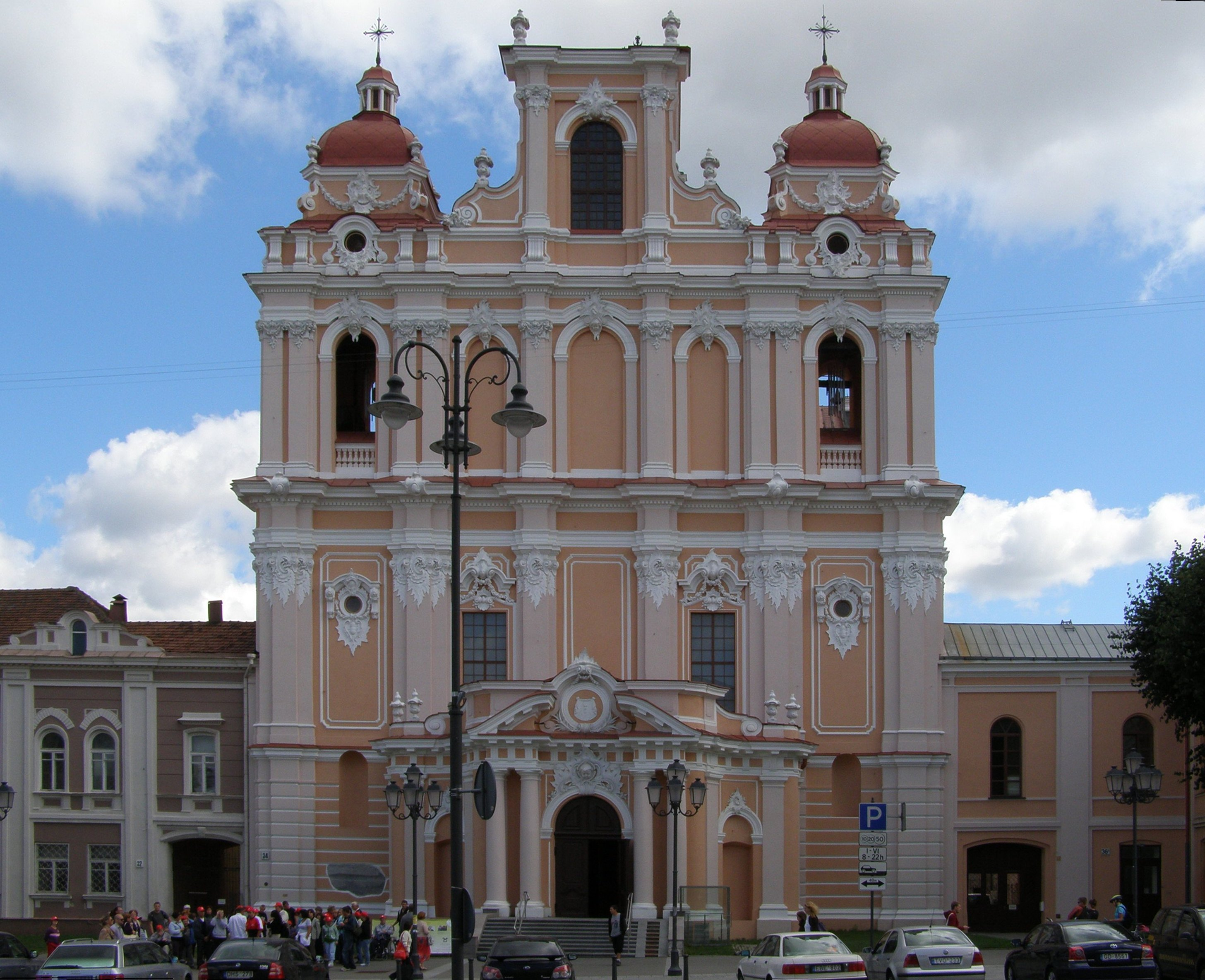
聖加西彌祿教堂

聖加西彌祿教堂是位於立陶宛首都維爾紐斯的一座羅馬天主教的教堂。這座教堂是維爾紐斯歷史最古老的巴洛克式教堂，修建於1618年。